# UTAGE-Flug 141
Auf dem UTAGE-Flug 141 (ICAO-Flugnummer: GIH 141) ereignete sich am 25. Dezember 2003 ein schwerer Flugunfall, als eine Boeing 727-223 der Union des Transports Aériens de Guinée kurz nach dem Abheben vom Flughafen Cotonou im Benin verunglückte. Bei dem Zwischenfall starben 141 der 163 Personen an Bord der Maschine, es gab 22 Verletzte. Es handelt sich damit mit sehr großem Abstand um den schwersten Flugunfall in Benin.

## Maschine
Bei dem verunglückten Flugzeug handelte es sich um eine Boeing 727-223, die zum Zeitpunkt des Unfalls 26 Jahre und 6 Monate alt war. Das Flugzeug trug die Werknummer 21370, es handelte sich um die 1276. Boeing 727 aus laufender Produktion. Die Maschine wurde im Werk von Boeing auf dem Boeing Field im Bundesstaat Washington montiert und absolvierte am 29. Juni 1977 ihren Erstflug, ehe sie am 12. Juli desselben Jahres neu an die American Airlines ausgeliefert wurde. Dort war sie mit dem Luftfahrzeugkennzeichen N865AA 24 Jahre in Betrieb, bis sie am 18. Oktober 2001 von der Pegasus Aviation Group gekauft wurde. Diese überführte die Boeing zum Mojave Air & Space Port, wo die Maschine zunächst eingelagert wurde. Am 20. Februar 2002 erwarb die Wells Fargo Bank Northwest die Maschine und verkaufte diese im Januar 2003 an die Financial Advisory Group (FAG) mit Sitz in Miami, Florida. Am 15. Januar 2003 verleaste die FAG das Flugzeug an die Ariana Afghan Airlines, wo dieses als YA-FAK im Betrieb war. Der Leasingvertrag war nur möglich mit Zustimmung der Federal Aviation Administration, die diese an die Auflage knüpfte, dass die Besatzung der Maschine durch die FAA bestimmt wird. Nachdem der Leasingvertrag mit der Ariana Afghan Airlines ausgelaufen war, folgte eine Rückgabe der Maschine an die FAG, die diese an die Alpha Omega Airways aus Swasiland verleaste, wo die Boeing das Luftfahrzeugkennzeichen 3D-FAK erhielt. Die Alpha Omega Airways gab sich als Eigentümer der Maschine aus und verleaste die Maschine ab Juli 2003 für einen Zeitraum von 30 Tagen an die UTAGE weiter. Am 15. Oktober 2003 verleaste die FAG die Maschine selbst an die Union des Transports Aériens de Guinée (UTAGE) weiter, wo diese ihr letztes Kennzeichen 3X-GDO erhielt. Das dreistrahlige Schmalrumpfflugzeug war mit drei Triebwerken des Typs Pratt & Whitney JT8D-9A ausgestattet. Zum Zeitpunkt des Unfalls hatte die Maschine eine kumulierte Betriebsleistung von 67.186 Betriebsstunden bei 40.452 Starts und Landungen.
Nach dem Kauf der Maschine durch die FAG waren einige Arbeiten an der Maschine durchgeführt worden. So sollen unter anderem die Triebwerke der Maschine ausgetauscht worden sein. Für die Durchführung dieser Wartungsarbeiten lagen keinerlei Dokumente vor. Überhaupt war seit dem Kauf durch die FAG keine Wartungshistorie verfügbar.
In jedem der drei Länder, in denen die Maschine seit ihrer Inbetriebnahme als Leasingmaschine der FAG in Betrieb war, hatte sie von der staatlichen Flugaufsichtsbehörde ein uneingeschränktes Lufttüchtigkeitszertifikat erhalten. In allen drei Fällen war der Betreiber der Maschine als Eigentümer in die Dokumente eingetragen worden.
An dem Tag war die Maschine ersatzweise für eine andere Boeing 727-200 (3X-GDM) im Einsatz, da für diese nach einer angeordneten Inspektion, die technische Mängel ergab, ein Leerflug zur Überführung angeordnet worden war.

## Besatzung
Es befand sich eine 10-köpfige Besatzung an Bord der Maschine, die in Conakry zugestiegen war. Diese bestand aus einem Kapitän, einem Ersten Offizier, einem Flugingenieur, einem Purser und sechs Flugbegleitern. Die Fluggesellschaft verfügte nur über diese eine Besatzung zum Betrieb der Maschine. Zwei leitende Angestellte, die auf dem Flug mitgeflogen waren, waren als Passagiere gelistet.
Der Kapitän war ein ehemaliger Pilot der Libyan Arab Airlines, wo er auf Maschinen des Typs Boeing 727 eingesetzt worden war. Der Kapitän hatte am 11. März 2003 einen Jahreszeitarbeitsvertrag mit der Financial Advisory Group abgeschlossen, die ihn zunächst drei Monate lang als Piloten an die Royal Jordanian Airlines vermittelte und anschließend für sechs Monate an Trans Air Benin. Im Rahmen der letzten Anstellung flog er regelmäßig eine Boeing 727 auf Linienflügen zwischen Cotonou und Pointe-Noire. Der Kapitän verfügte über 11.000 Stunden Flugerfahrung, darunter 8.000 mit der Boeing 727. In der Position des Kapitäns hatte er 5.000 Stunden Flugerfahrung erworben, davon allesamt mit der Boeing 727.
Der Erste Offizier war von Libyan Arab Airlines freigestellt worden, um bei der FAG anzuheuern, ebenso wie der Flugingenieur, der über eine Flugerfahrung von 14.000 Stunden verfügte, welche er ausschließlich im Cockpit einer Boeing 727-200 erworben hatte. Alle drei Mitglieder der Kabinenbesatzung hatten gemeinsam am 8. Dezember 2003 begonnen, für UTAGE zu fliegen und waren seitdem immer in dieser Zusammensetzung geflogen.
Beide Piloten verfügten über libysche Pilotenlizenzen, deren Gültigkeit seitens der Flugsicherheitsbehörde von Guinea nicht bestätigt worden war. Ferner besaßen sie durch das Vereinigte Königreich ausgestellte Lizenzen als Piloten mit Berechtigung zur kommerziellen Personenbeförderung. Diese Lizenzen waren durch die Behörden in Guinea für gültig erklärt worden. Der Flugingenieur war in Libyen zertifiziert worden, seine Berechtigung wurde durch guineische Behörden für gültig erklärt.

## Passagiere
Nach dem Einsteigen in Cotonou befanden sich gemäß der Passagierliste 153 Passagiere an Bord. Mehr als 100 Passagiere waren libanesische Christen, die über die Weihnachtsfeiertage zu ihren Familien reisen wollten. Der übrigen Passagiere stammten aus Togo, Guinea, Libyen, Sierra Leone, Palästina, Syrien, Nigeria und dem Iran. Unter den Passagieren befanden sich zudem 15 Angehörige einer UN-Friedenstruppe aus Bangladesch, die sich auf der Rückkehr von einer Friedensmission in Sierra Leone und Liberia befanden.
Die exakte Zahl der Passagiere konnte nicht bestimmt werden, da gemutmaßt wurde, dass sich mehr Passagiere an Bord befanden, als offiziell angegeben.

## Flugverlauf

### Erster Flugabschnitt Conakry-Cotonou
Die Maschine war in Conakry gestartet und sollte über Cotonou, Kufra und Beirut nach Dubai fliegen. Dabei handelte es sich um einen Linienflug, der zweimal wöchentlich bedient wurde. Beim Abflug von Conakry um 10:07 Uhr befanden sich zunächst 86 Passagiere und 10 Besatzungsmitglieder an Bord der Maschine. Die Zwischenlandung in Cotonou erfolgte um 12:25 Uhr.

### Einsteigevorgang in Cotonou
Es stiegen 9 Passagiere aus der Maschine aus, während 63 Personen den Flug ab Cotonou antraten. Zudem stiegen 10 weitere Personen hinzu, die mit einem Flugzeug aus Lomé in Togo eingetroffen waren. Beim Einsteigen und Gepäckverladen in Cotonou herrschten chaotische Zustände. Den Weiterflug traten neben der Besatzung nun 153 Passagiere, darunter 6 Säuglinge, an. Die Maschine war damit voll ausgelastet. Zwei leitende Angestellte der UTAGE reisten im Cockpit als Passagiere mit.
Der Purser stellte fest, dass viele Passagiere außergewöhnlich große Handgepäckstücke sowie große Mengen davon mit an Bord nahmen und teilte dies dem Kapitän mit. Das Bodenpersonal begann das hintere Frachtabteil zu beladen, als einer der Vertreter des Unternehmens ihnen die Anweisung gab, mit dem Beladen des vorderen Frachtabteils fortzufahren. Die Identität des verantwortlichen Angestellten konnte später nicht geklärt werden.
Als die Mitarbeiter des Gepäckdienstes ihre Arbeit verrichtet hatten, war das vordere Gepäckabteil voll. Währenddessen bereitete sich die Besatzung auf den Weiterflug vor. Der Erste Offizier teilte den leitenden Angestellten der UTAGE mit, dass er Bedenken wegen des Prozederes habe und betonte, wie wichtig das Bestimmen der Zuladung vor dem Abflug sei.
Der Flugplan für den Weiterflug nach Kufra wurde im Flugkontrollzentrum durch den Kapitän ausgefüllt. Den für die Besatzung bereitgelegten Wetterbericht nahm er bei dieser Gelegenheit nicht mit.
Die Maschine wurde mit 14.244 Litern Kerosin betankt, Mechaniker der Fluggesellschaft füllten Öl nach. Der Kapitän ließ für den Start die Auftriebshilfen auf 25 Grad einstellen und die Klimaanlage abschalten. Um 13:47:55 Uhr begann die Besatzung, die Checklisten für den Abflug durchzugehen.

### Unfallhergang
Um 13:52:12 Uhr erhielt die Maschine die Freigabe zum Rollen. Als die Maschine zu rollen begann, informierte ein Flugbegleiter die Cockpitbesatzung, dass einzelne Fluggäste, die neben ihren Freunden sitzen wollten, im Mittelgang der Maschine standen und ablehnten, sich hinzusetzen. Der Generaldirektor der Fluggesellschaft rief die Passagiere zur Ordnung auf, woraufhin sie schließlich in ihren Sitzen Platz nahmen.
Das Rollen wurde schließlich wieder fortgesetzt. Der Startlauf wurde auf der asphaltierten und 2400 Meter langen Startbahn 24 in südwestlicher Richtung durchgeführt. Die Maschine brauchte außergewöhnlich lange, um zu beschleunigen. Nach dem Abheben gewann sie nur sehr langsam an Höhe. Als die Passagiere das abnorme Verhalten der Maschine beim Start bemerkten, schrien sie. Das Flugzeug streifte die ILS-Antennen sowie, 56 Sekunden nach Beginn des Startlaufs, ein kleines, 118 Meter hinter der Startbahn befindliches Gebäude, bevor es an dem Strand zwischen dem Flughafen und dem Atlantischen Ozean zerschellte. In dem Gebäude hinter der Startbahn verrichteten zum Unfallzeitpunkt zwei Flughafenmitarbeiter ihre Arbeit. Sie wurden beide verletzt. Die Maschine schlug auf dem Strand auf und schlitterte über diesen. Dabei wurde sie in mehrere Teile zerrissen. Zunächst wurde das Cockpit abgetrennt, kurz darauf rissen auch die rechte Tragfläche und die seitlichen Triebwerke ab. Ein Großteil des Wracks schlitterte ins Meer, wobei Insassen der Maschine ins Wasser geschleudert wurden. Der Flugzeugrumpf drehte sich auf die Rumpfoberseite und verschwand unter Wasser. Dabei ertranken viele jener Passagiere, die nicht bereits durch die Aufprallkräfte getötet wurden.

## Rettungsaktion
Nach dem Unfall eilte die Flughafenfeuerwehr zur Absturzstelle. Die Feuerwehrleute wurden bei ihrer Ankunft zunächst auf den verletzten Flughafenmitarbeiter in dem Gebäude aufmerksam. Die Feuerwehrleute verließen das Flughafengelände durch einen Wirtschaftsweg in Richtung der Absturzstelle am Strand. Bei ihrer Ankunft an der Unfallstelle fanden sie einige Überlebende im Wrack vor, andere befanden sich im Wasser oder am Strand.
Einige Minuten später trafen die Feuerwehr aus Cotonou, das Rote Kreuz und der Rettungsdienst aus Cotonou nebst Polizei an der Unfallstelle ein. Der Einsatz der Rettungsmannschaften wurde durch Einwohner aus der Umgebung behindert, die sich um die Unfallstelle versammelt hatten.
Auf Bildern von der Unfallstelle war die abgerissene Cockpitsektion nebst weiteren Teilen der Maschine am Strand liegend zu sehen.

## Opfer
Ursprünglich konnten 35 Überlebende geborgen werden, von denen jedoch 13 in den folgenden Tagen starben. Von den 163 Insassen wurden 141 getötet, darunter 5 der 10 Besatzungsmitglieder, unter ihnen auch der Erste Offizier. Bei drei der Toten war nicht eindeutig nachvollziehbar, ob es sich um Passagiere der Maschine oder getötete Passanten am Strand gehandelt hatte, es wurde jedoch vermutet, dass auch diese Passagiere gewesen waren. Zu den Überlebenden gehörten der Kapitän, der Flugingenieur und der Generaldirektor der UTAGE.

## Ursachen
Als Hauptursachen des Unfalls wurden Überladung und eine nicht bekannte Schwerpunktlage ermittelt. Den Piloten war nicht bekannt, dass sich der Schwerpunkt der Maschine aufgrund der äußerst unprofessionellen Verladepraktiken weit vorne befand. Die Konfiguration der Maschine beim Abheben entsprach jener, die bei einem Start mit gleichmäßiger Gewichtsverteilung zu veranschlagen wäre. Die Piloten kalkulierten mit einem Abhebegewicht von 78 Tonnen, bei dem die Länge der Startbahn im Falle einer ebenen Gewichtsverteilung der erforderlichen Strecke für einen Start entsprochen hätte. Tatsächlich betrug das Startgewicht jedoch rund 85,5 Tonnen bei einem nach vorne verlagerten Schwerpunkt der Maschine. Es wurde zudem geschätzt, dass die Maschine bereits auf dem Flug von Conakry nach Cotonou mit nicht deklarierter Fracht überladen gewesen war, die ein Gewicht von etwa 3 Tonnen hatte.
Die genaue Anzahl der Insassen und das faktische Gesamtgewicht der Maschine beim Start waren nicht nachvollziehbar, da mindestens sieben verschiedene, unvollständig ausgefüllte Transportdokumente vorlagen. Die Zahl an angegebenen Passagieren und Opfern überschritt sowohl die Anzahl der laut den Transportdokumenten beförderten Anzahl an Personen als auch die Anzahl der verfügbaren Sitze in der Maschine. Verschiedenen Berechnungen zufolge kamen zwischen 140 und 148 Personen bei dem Unfall ums Leben.
Als beitragende Faktoren wurden außerdem schwere Mängel bei der Kompetenz der Fluggesellschaft sowie mangelhafte Aufsicht durch die Flugsicherheitsbehörden in Guinea und Swasiland, den beiden Ländern, in denen die Maschine zuletzt zugelassen gewesen war, festgestellt. Ferner wurde die Inkompetenz des für das Verladen der Gepäckstücke zuständigen Mitarbeiters der Fluggesellschaft beanstandet, der Überlegungen über die Auswirkung der Fracht auf das Flugverhalten nicht in sein Handeln einbezog.

## Trivia
Am 25. Mai 2003 verschwand die Boeing 727 N844AA vom Flughafen Luanda. Im Juli 2003 wurde in Conakry in Guinea eine Boeing 727 gesichtet, die der Beschreibung des vermissten Flugzeugs entsprach. Das US-Außenministerium sah dafür allerdings keine Anhaltspunkte und ging später davon aus, dass die Zeugen dabei die 3X-GDO der UTAGE gesehen haben.